# Диња (Француска)
Диња (фр. Digna) насеље је и општина у источној Француској у региону Франш-Конте, у департману Јура која припада префектури Лон ле Соније.
По подацима из 2011. године у општини је живело 370 становника, а густина насељености је износила 109,47 становника/km². Општина се простире на површини од 3,38 km². Налази се на средњој надморској висини од 290 метара (максималној 410 m, а минималној 198 m).

## Демографија
| 1962. | 1968. | 1975. | 1982. | 1990. | 1999. | 2011. |
| ----- | ----- | ----- | ----- | ----- | ----- | ----- |
| 251   | 267   | 287   | 322   | 326   | 300   | 370   |

График промене броја становника у току последњих година